# Pollenia rudis
Pollenia rudis – gatunek muchówki z rodziny plujkowatych i podrodziny Polleniinae.
Takson ten opisany został w 1974 roku przez Johana Christiana Fabriciusa jako Musca rudis. Zalicza się go do grupy gatunkowej rudis wraz z m.in.: P. angustigena, P. hungarica, P. longitheca, P. luteivillosa i P. pseudorudis. 
Muchówka ta ma głowę o dobrze zaznaczonych i stosunkowo ostrych listewkach twarzowych. Głowę samicy w widoku bocznym charakteryzuje oko złożone tak wysokie jak policzki. Ubarwienie głaszczków jest czarne, zwykle z rozjaśnionymi wierzchołkami. W chetotaksji tułowia występuje zwykle zewnętrzna szczecinka zabarkowa i zwykle cztery szczecinki tarczkowe brzeżne. Użyłkowanie skrzydła cechuje nagi po spodniej stronie węzełek h-sc. Narządy rozrodcze samców odznaczają się uzbrojonym w rząd drobnych guzków wierzchołkiem silnie zakrzywionego wyrostka parafallicznego. Samica ma bardzo długie pokładełko, krótko owalne zbiorniki nasienne i silnie zakrzywione, długie torebki boczne.
Larwy są pasożytami skąposzczeta Eisenia rosea. Owady dorosłe spotyka się głównie od marca do października, ale pojedyncze osobniki są aktywne także zimą.
Owad holarktyczny, znany z Ameryki Północnej, Afryki Północnej, Bliskiego Wschodu, Zakaukazia, wschodniej Palearktyki i większości krajów Europy, w tym z Polski. Zasięg pionowy dochodzi do wysokości 1700 m n.p.m..